# Лисовщина (Дзержинский район)
Ли́совщина (бел. Лісаўшчына) — деревня в составе Фанипольского сельсовета Дзержинского района Минской области Беларуси. Деревня расположена в 14 километрах от Дзержинска, 23 километрах от Минска и 4 километрах от железнодорожной станции Фаниполь.

## История
Деревня известна с XVI века, как село в составе имения Койданово, которое в свою очередь являлось частью Минского повета Великого княжества Литовского. После второго раздела Речи Посполитой в 1793 году, находилась в составе Российской империи. В 1800 году насчитывалось 6 дворов, 41 житель, владение Радзивиллов. 
Во второй половине XIX века—начале XX века находилась в составе Станьковской волости Минского уезда Минской губернии. В 1845 году насчитывалось 17 дворов, деревня находилась в составе имения Зубревичи, которое находилось в аренде у И. Ждановича. В 1897 году, по данным переписи проживали 48 жителей, в 1917 году — 83 жителя.
С 20 апреля 1924 года в составе Байдацкого сельсовета (переименован 21 августа 1925 года в Ледницкий) Койдановского района Минского округа, затем Дзержинского польского национального района. 31 июля 1937 года полрайон был упразднён и деревня была включена в состав Минского района. С 20 февраля 1938 года находится в составе Минской области, которая была образована после упразднения окружной системы деления Белорусской ССР. С 4 февраля 1939 года в составе восстановленного Дзержинского района. В 1926 году насчитывалось 20 дворов, проживали 107 жителей. В годы коллективизации был организован колхоз «Прогресс», который обслуживала Фанипольская МТС.
Во время Великой Отечественной войны с 28 июня 1941 года по 7 июля 1944 года деревня была оккупирована немецко-фашистскими захватчиками, на фронте погибли 26 жителей деревни. В послевоенное время деревня входила в состав колхоза «Искра» (центр — д. Черниковщина). 8 апреля 1957 года деревня была переведена в состав Фанипольского сельсовета из Сталинского сельсовета. В 1960 году проживал 141 житель. В 1991 году насчитывалось 27 хозяйств, проживали 56 жителей. По состоянию на 2009 год, деревня находится в составе СПК «Искра-Агро».

## Население
| Численность населения (по годам) | Численность населения (по годам) | Численность населения (по годам) | Численность населения (по годам) | Численность населения (по годам) | Численность населения (по годам) | Численность населения (по годам) | Численность населения (по годам) |
| 1800                             | 1897                             | 1909                             | 1917                             | 1926                             | 1960                             | 1991                             | 1999                             |
| -------------------------------- | -------------------------------- | -------------------------------- | -------------------------------- | -------------------------------- | -------------------------------- | -------------------------------- | -------------------------------- |
| 41                               | ↗48                              | ↗72                              | ↗83                              | ↗107                             | ↗141                             | ↘56                              | ↘37                              |
| 2004                             | 2009                             | 2017                             | 2018                             | 2020                             | 2022                             |                                  |                                  |
| ↗40                              | ↘38                              | ↗45                              | ↗46                              | ↗47                              | ↗49                              |                                  |                                  |